# Capela de Nossa Senhora da Conceição (Vila Nova da Baronia)
A Capela de Nossa Senhora da Conceição, também conhecida como Igreja de Nossa Senhora da Conceição, é um monumento religioso na localidade de Vila Nova da Baronia, no município de Alvito, em Portugal.

## Descrição e história
O edifício situa-se entre as ruas de 5 de Outubro, de Nossa Senhora da Conceição, e 25 de Abril, no centro histórico de Vila Nova da Baronia.
O imóvel é de dimensões médias, possuindo uma planta longitudinal, composta por uma nave, a capela-mor, a sacristia e uma capela lateral. A fachada termina numa empena formando um frontão triangular, ladeado por pináculos de forma piramidal, e rematado por um campanário com enrolamentos e motivos decorativos florais, onde se encontra uma sineta em bronze. O portal apresenta uma moldura rectilínea, e é encimado por um nicho em arco de volta perfeita, cuja parede fundeira é revestida a azulejos. Neste nicho encontra-se uma cruz, um sinal do Cristo Redentor e uma placa relativa a Nossa Senhora da Conceição. O portal é ladeado por janelas, tendo um óculo no topo do conjunto. Enquanto que no exterior a capela apresenta uma forte sobridade, o interior é de uma grande riqueza decorativa, estando totalmente forrado a azulejos, semelhantes aos da sacristia e do nicho na fachada, e que foram produzidos nos séculos XVI e XVII. Destacam-se igualmente os azulejos no frontal da mesa de altar, representando flores, pássaros e fauna exótica. A cobertura da nave é em abóbada de berço. A sacristia, de reduzidas dimensões, também está coberto por azulejos, destacando-se um quadro em fresco representando o sinal do Redentor.
A capela foi provavelmente construída em 1655, data que se pode encontrar no nicho sobre o portal. Foi fundada por Sebastião Lopes Toscano, com a condição que todos os dias fosse ali feita uma missa pela sua alma, tendo em 1673 legado o edifício ao seu sobrinho, Manuel Álvares Toscano. No século XVIII, foram instalados os azulejos no interior. Foi elevada a Imóvel de Interesse Público pelo Decreto n.º 67/97, de 31 de Dezembro.